# Hanny Allston
Hanny Allston, egentligen Johanna Allston, född 12 februari 1986 i Hobart, är en australiensisk orienterare. Allston tävlar för Sävedalens AIK.
Allston tog en guldmedalj på sprintdistansen vid VM 2006 och blev därmed första icke-europé att vinna ett världsmästerskap i orientering på seniornivå, hon blev även den yngsta seniorvärldsmästarinnan någonsin. Tidigare samma sommar hade hon vunnit långdistansen vid Junior-VM och 2005 hade hon placerat sig som sexa på långdistansen vid senior-VM.
2005, vid 18 års ålder, vann hon damklassen i Cradle Mountain 82 km Ultra Marathon på Tasmanien och var fyra totalt med tiden 9 timmar och 47 minuter.

## Utmärkelser
- 2005 - Årets orienterare i Australien
- 2005 - Årets kvinnliga junioridrottare på Tasmanien